# 51. Bundesstaat

Die fiktive Flagge der Vereinigten Staaten mit 51 Sternen

Als 51. Bundesstaat bezeichnet man in der Politik der Vereinigten Staaten mögliche Kandidaten, die in das Bündnis der Vereinigten Staaten aufgenommen werden könnten. Der Begriff wurde auch oft humorvoll für Kanada als Ganzes, ungeachtet seiner eigenen provenzialen Gliederung, benutzt bis der neu gewählte amerikanische Präsident Donald Trump Anfang 2025 begann, Kanada ironiefrei als 51. Bundesstaat zu bezeichnen. Zuvor stand die Drohung im Raum, durch militärischen oder wirtschaftlichen Druck Kanada zu zwingen, Teil der Vereinigten Staaten zu werden. Seitdem wird der Begriff vor allem mit der MAGA-Bewegung in Verbindung gebracht. 
Vor dem Beitritt von Alaska und Hawaii 1959 war der Ausdruck „49. Bundesstaat“ üblich. Seltener werden als 51. Bundesstaat auch Gebiete unter der Kontrolle oder dem Einfluss der USA bezeichnet. Als mögliche Kandidaten gelten insbesondere der Hauptstadtbezirk (District of Columbia) und das in der Karibik liegende Außengebiet Puerto Rico, dessen Bevölkerung sich 2012, 2017 und 2020 in nichtbindenden Referenden für die Anerkennung als Bundesstaat ausgesprochen hat.

## Mögliche Kandidaten
Laut Artikel IV, Absatz 3 der US-Verfassung, der die Beziehung zwischen den Bundesstaaten regelt, hat der Kongress die Möglichkeit, neue Bundesstaaten in die Union aufzunehmen. Diese müssen volles Vertrauen in die Handlungen der Legislative und Judikative der anderen Bundesstaaten haben, was sich in der Anerkennung rechtlicher Verträge, Ehen und strafrechtlicher Urteile zeigt. Die Bundesregierung garantiert militärische und zivile Verteidigung und eine republikanische Regierungsform für jeden Bundesstaat. Die Aufnahme neuer Bundesstaaten erfolgt gemäß den Präzedenzfällen und Prozeduren der Nordwest-Verordnung (Northwest Ordinance). Nach einem Präzedenzfall aus dem Jahr 1802 muss ein Ermächtigungsgesetz (Enabling Act) vom Kongress genehmigt werden, ehe es zugelassen wird. Anschließend können die Bewohner eines Territoriums eine Verfassung entwerfen und sie werden über die Bedingungen zur Aufnahme informiert.

### District of Columbia
Der District of Columbia gilt neben Puerto Rico als einer der aussichtsreichen Kandidaten für die Anerkennung als Bundesstaat in naher Zukunft. Die Einwohner des Bundesdistrikts gelten als größte Befürworter dieser Entscheidung, die jedoch einer Verfassungsänderung bedürfte. Die Anhänger nutzen das Motto des Unabhängigkeitskrieges in abgewandelter Form – „Taxation without representation“ –, um auf die mangelnde Repräsentation im Kongress hinzuweisen. Das Motto wird heute auf die Nummernschilder neu zugelassener Autos gedruckt (wobei der Halter alternativ die Internet-Adresse des D.C. wählen kann). Bill Clintons Präsidenten-Limousine hatte ein solches Nummernschild kurz vor Ende seiner Amtszeit. George W. Bush ließ diese Nummernschilder nach seinem Amtsantritt wieder entfernen.
Die kleine D.C. Statehood Party vertrat diese Ansicht und vereinte sich mit den Grünen zur D.C. Statehood Green Party. 1978 kamen sie ihrem Ziel am nächsten, als der Kongress das District of Columbia Voting Rights Amendment verabschiedete. Zwei Jahre später beriefen lokale Bürger mit einer Initiative eine konstitutionelle Versammlung für einen neuen Bundesstaat. 1982 ratifizierten die Wähler die Verfassung des Bundesstaates, der New Columbia heißen sollte. 1985 wurde der Plan jedoch gestoppt, als das Amendment scheiterte, weil es nicht von genug Staaten innerhalb von sieben Jahren ratifiziert wurde.
Eine andere Möglichkeit wäre die Rückgliederung des Gebietes in den Bundesstaat Maryland. Damit würden die Einwohner des D.C. in den Genuss der Vorteile kommen, in einem Bundesstaat zu leben, ohne dass ein 51. Bundesstaat geschaffen werden müsste.
Am 26. Juni 2020 stimmte das US-Repräsentantenhaus mit 232 zu 180 Stimmen dafür, den District of Columbia als 51. Bundesstaat anzuerkennen. Ein positives Votum des durch die Republikaner dominierten US-Senats galt als unwahrscheinlich, zumal Präsident Trump sein Veto gegen ein solches, potenzielles Vorhaben ankündigte.

### Puerto Rico

Die von der New Progressive Party in Puerto Rico verwendete US-Flagge mit 51 Sternen

Die Bemühungen um eine Aufnahme Puerto Ricos als Bundesstaat sind immer wieder gescheitert. Bei jedem Referendum bis 2012 kam es ungefähr zu einem Gleichstand zwischen den Befürwortern der Aufnahme und den Verteidigern des Status quo (wobei sich einige Wähler auch für die vollständige Unabhängigkeit aussprachen). Obwohl die Anzahl der Befürworter bei jedem Volksentscheid stieg, verhinderten die hispanische Kultur und der Gebrauch der spanischen Sprache bislang die Aufnahme in ein Land mit englischsprachiger Mehrheit.
Beim Referendum über den Status Puerto Ricos 2012 parallel zur US-Präsidentschaftswahl wurde erstmals ein positives Ergebnis erzielt; die Mehrheit der Teilnehmer am Referendum sprach sich dafür aus, dass Puerto Rico zum 51. Bundesstaat der USA werden solle. Das Referendum bestand aus zwei Fragen. In der ersten Frage lehnten die Wähler mit einer Mehrheit von 54 % den gegenwärtigen Zustand als Territorium der Vereinigten Staaten ab. In der zweiten Frage stimmten 61 % für die Aufnahme als Bundesstaat der Vereinigten Staaten, 31 % für einen semiautonomen Status als ein souveränes freies assoziiertes Gebiet und 6 % für die vollständige Unabhängigkeit. Am 11. Juni 2017 fand ein erneutes Referendum statt. Bei einer Wahlbeteiligung von 23 % stimmten 97,2 % der Teilnehmer für die Umwandlung in einen US-Bundesstaat, 1,3 % für die Beibehaltung des Status quo und 1,5 Prozent für eine Unabhängigkeit von den USA. Die Opposition hatte zum Boykott der Abstimmung aufgerufen.
Parallel zu den Wahlen in den Vereinigten Staaten am 5. November 2024 fand ein weiteres, nicht bindendes Referendum statt.
Wenn Puerto Rico ein Bundesstaat wäre, hätte es fünf Sitze im US-Repräsentantenhaus und stünde mit seiner Bevölkerungszahl von 3.725.789 Einwohnern (Stand: 2010) auf Rang 29 (bisher 28. Oklahoma mit 3.751.351, 29. Connecticut mit 3.574.097).

### Weitere und ehemalige US-Territorien

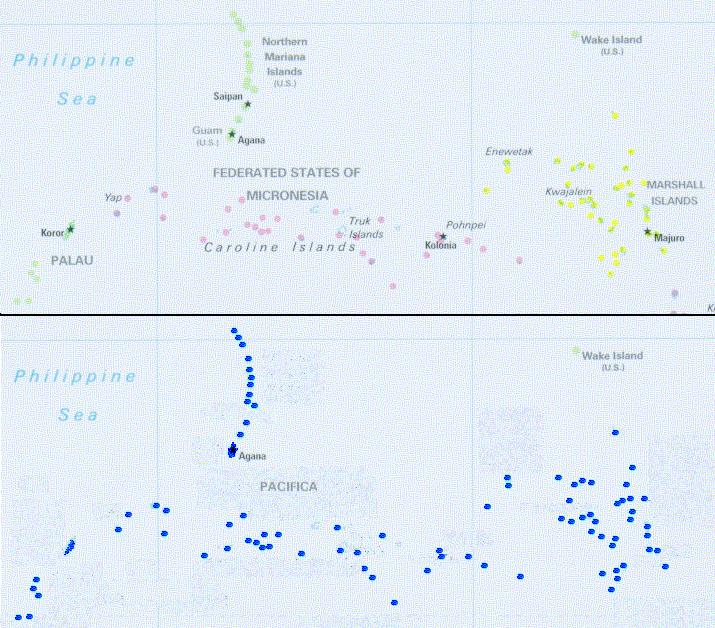
Hypothetische Vereinigung einiger ehemaliger und derzeitiger US-Territorien im Pazifik zu einem einzigen Bundesstaat

Zu den weniger aussichtsreichen Kandidaten gehören Guam und die Amerikanischen Jungferninseln, die beide nicht-inkorporierte, organisierte Territorien der USA sind, die Nördlichen Marianen, die wie Puerto Rico ein Commonwealth bilden, und das nicht-organisierte, nicht-inkorporierte Territorium Amerikanisch-Samoa. Wegen ihrer sehr geringen Bevölkerungszahlen wären diese Territorien mit nur einem einzigen Abgeordneten im US-Repräsentantenhaus bereits überrepräsentiert. So hat Guam als bevölkerungsreichstes Territorium nur 35 Prozent der Einwohner von Wyoming, des am geringsten bevölkerten bisherigen Bundesstaates. Jedoch wäre das Missverhältnis zwischen den Jungferninseln und den kleinen Staaten nicht größer als einige heutige Verhältnisse, beispielsweise das zwischen Kalifornien und Wyoming im US-Senat. Andere haben die Vereinigung der Jungferninseln mit Puerto Rico zu einem Bundesstaat (oft als „Commonwealth of Prusvi“ bezeichnet) oder die Vereinigung der (ehemaligen) US-Territorien im Pazifik nach dem Vorbild des „Greater Hawaii“ der 1960er Jahre vorgeschlagen. Guam und die Nördlichen Marianen hätten gemeinsam mit Palau, den Föderierten Staaten von Mikronesien und den Marshallinseln eine Bevölkerung von 440.943 (etwas weniger als Wyoming) und eine Fläche von 2353 km² (etwas kleiner als Rhode Island). Amerikanisch-Samoa könnte sich diesem Bundesstaat anschließen oder ein Teil von Hawaii werden.

### Weitere Vorschläge
Im Jahr 2012 stellte Newt Gingrich, der damals (vergeblich) um die Nominierung als Kandidat der Republikaner für die Präsidentschaftswahl 2012 warb, für den Fall seiner Präsidentschaft die Einrichtung einer Weltraumkolonie auf dem Mond in Aussicht. Er bezog sich dabei auf die von ihm bereits im Jahr 1981 erfolglos betriebene Gesetzesinitiative einer „Northwest Ordinance for Space“, welche die Aufnahme des Mondes als Bundesstaat ermöglichen sollte, sobald die Zahl von 13.000 Einwohnern erreicht war.

### Aktuelle Bundesstaaten
Neue Bundesstaaten könnten mit der Erlaubnis der jeweiligen Legislative auch durch Neuorganisation bestehender Bundesstaaten entstehen.
- Maine war ein Teil von Massachusetts.
- West Virginia entstand während des Sezessionskrieges aus Gebieten im Nordwesten von Virginia, die loyal gegenüber den USA geblieben waren.
- Es gibt den Vorschlag, New York City aus dem Bundesstaat New York zu trennen, der auch unter der Bezeichnung Upstate New York wiederholt wurde.
- Da mehr als die Hälfte der Einwohner von Illinois in Chicago leben, sollte die Metropole vom Bundesstaat getrennt werden. Eine Variation davon war Chiwaukee, ein Gebiet von Milwaukee bis nach Gary (Indiana).
- Die südlichen Gebiete von Oregon und die nördlichen von Kalifornien hätten sich 1941 zum damals 49. neuen State of Jefferson vereinigen können.
- 1996, 1999 und 2005 gab es Bemühungen für einen 51. Bundesstaat Lincoln, der den Osten von Washington und den Idaho Panhandle umfasst hätte. Gebiet und Name waren bereits im 19. Jahrhundert als neuer Bundesstaat vorgeschlagen worden.
- Im 18. Jahrhundert vereinigten sich Teile von North Carolina und Tennessee zum State of Franklin, der aber vom Kongress nie zugelassen wurde.
- Ähnliche Bestrebungen gab es in der oberen Halbinsel von Michigan, die (eventuell gemeinsam mit den nördlichen Teilen von Wisconsin vereinigt) den Bundesstaat Superior bilden sollte.
- Bei der Aufnahme von Oklahoma als Staat existierten Bestrebungen, im Osten des Gebiets einen eigenen Bundesstaat Sequoyah zu bilden.

## Internationale Verwendung des Begriffs
Wegen ihrer kulturellen Ähnlichkeiten oder engen Verbindungen mit den USA bezeichnet man einige Länder spaßeshalber als den 51. Bundesstaat. In anderen Ländern haben sich Bewegungen mit unterschiedlicher Unterstützung und Ernsthaftigkeit als Bundesstaat beworben.

### Guyana
Die Organisation „Guyana USA“ hat sich der Integration von Guyana in die USA gewidmet. Sie begründen ihre Forderung damit, dass viele Einwohner enge Verbindungen zu den USA haben. 100.000 Guyaner haben eine doppelte Staatsbürgerschaft und 350.000 leben in den USA (halb so viele wie in der Heimat verbleiben).

### Taiwan
Mit dem Friedensvertrag von San Francisco und dem Vertrag von Taipeh wurden den Alliierten des Zweiten Weltkrieges mit internationalem Einverständnis die Administration des früheren Formosa übertragen. Die anhaltenden Debatten und Meinungsverschiedenheiten bezüglich des rechtlichen und politischen Status von Taiwan schwanken zwischen der Zuordnung zur Volksrepublik China unter der Autorität einer illegalen oder abtrünnigen Führung und einem (quasi) unabhängigen Staat, der internationale Unterstützung durch die Vereinten Nationen sucht und unter der (quasi) legalen Autorität der Regierung der Republik China funktioniert. Eine jüngere Umfrage in Taiwan ergab, dass 15 Prozent der Menschen bei der Frage nach der Zukunft Taiwans eine Aufnahme als 51. Bundesstaat der USA befürworteten. Die beiden Verträge erklärten nicht, wer nach der Aufgabe der Alliierten die Souveränität über Taiwan ausüben sollte. Die Volksrepublik China unterzeichnete keinen der beiden Verträge.

### Afghanistan und Irak
Wegen der umfangreichen militärischen Präsenz der USA haben einige den Irak als 51. Bundesstaat bezeichnet. Die Vertreter dieser Ansicht betrachten die irakische Regierung als Marionette der USA und behaupten, dass die irakischen Sicherheitskräfte ohne die amerikanische Unterstützung nicht effektiv arbeiten könnten. Ähnliches ließe sich jedoch über viele andere Nationen sagen, v. a. solche in Afrika, die internationale Friedensstifter und Hilfe benötigen.
Ähnliche Äußerungen gab es über Afghanistan, obwohl die Aktivitäten der USA dort angesichts der Internationalität der Friedenstruppen weniger ausgeprägt waren und das Land im Gegensatz zu den USA verarmt ist.

### Kanada
In Kanada impliziert der emotional besetzte Ausdruck „der 51. Bundesstaat“ (oder „Ahornblatt-Staat“), dass Kanada dieses Ziel angeblich anstrebt. Dies gilt entweder als mögliche Folge einer Politik, die eine größere Integration oder Kooperation mit den USA verfolgt (wie das Freihandelsabkommen von 1988 oder die aktuellen Debatten über gemeinsame Verteidigungsbereiche) oder als mögliche Konsequenz aus der Ablehnung von Vorschlägen, die das Problem der Souveränität von Québec lösen (wie der Charlottetown Accord von 1992 oder der Clarity Act von 1999).
Der Ausdruck wird in lokalen politischen Debatten, in polemischen Schriften oder in privaten Konversationen verwendet. Politiker machen in der Öffentlichkeit selten davon Gebrauch, obwohl es in der Geschichte Kanadas politische Parteien gab, die ähnliche Bilder benutzten. Bei der Bundeswahl 1988 veröffentlichten die gegen den Freihandel gerichteten Liberalen beispielsweise eine Anzeige, in der Tory-Strategen die Grenze zwischen Kanada und den Vereinigten Staaten von einer Karte Nordamerikas radierten. Die Tories antworteten jedoch wenige Tage später mit einer Anzeige, in der die Grenze wieder eingezeichnet wurde, während ein Sprecher sagte: „Hier ziehen wir die Linie.“ 1988 wurde das Freihandelsabkommen jedoch implementiert, worauf 1993 das nordamerikanische Freihandelsabkommen folgte und der Charlottetown Accord, der Kanada möglicherweise näher an den Status als Bundesstaat gebracht hätte, scheiterte. Einige Randgruppen haben Kampagnen für die Annexion Kanadas an die USA geführt, aber nur wenig Aufmerksamkeit erhalten.
Kanada wird manchmal auch wegen der politischen und kulturellen Verbindungen zu den USA als „der 51. Bundesstaat“ bezeichnet, aber trotz seiner 10 Provinzen ist nie die Rede vom „51. bis 60. Bundesstaat“ oder von „60 Bundesstaaten“. Seit vielen Jahren ist Kanada der wichtigste Handelspartner der Vereinigten Staaten und andersherum. Abgesehen von der Provinz Québec teilen sie auch eine ähnliche Kultur mit der gleichen Musik, Filmen und TV.
Wenn man in den USA von Kanada als 51. Bundesstaat spricht, kann dies je nach Kontext entweder positive oder negative Bedeutungen haben. Manchmal werden damit die Gemeinsamkeiten und die enge Verbindung hervorgehoben, aber meistens ist es als Beleidigung zu werten.
Alberta wird manchmal als „Kanadas Texas“ bezeichnet. Sie sind beide sozial konservativ und haben Parallelen in der Wirtschaft (Alberta ist das Zentrum der kanadischen Erdöl-Industrie). Einige Einwohner sind unzufrieden mit der politischen Behandlung der Provinz, insbesondere in Bezug auf die nationale Energiepolitik und den Länderfinanzausgleich. Sie werfen Kanada vor, Geld aus den großen Ölreserven der Provinz zu stehlen und an den Rest des Landes zu verteilen. Im August 2005 sprachen sich 42 Prozent der Befragten bei einer Umfrage des Western Standard dafür aus, dass Alberta sich mit den Möglichkeiten außerhalb von Kanada beschäftigen solle. Dazu zählen eine selbstständige Trennung von Kanada, eine Trennung zusammen mit anderen westlichen Provinzen oder eine Vereinigung mit den USA.

### Israel

Karikatur: Sternenbanner mit der Flagge Israels anstelle der Sterne

Angesichts der jährlichen finanziellen Unterstützung aus den USA bezeichnen einige Internet-Seiten Israel als den 51. Bundesstaat. Der Kolumnist Richard Reeves hat diesen Vergleich ebenfalls bemüht. Dieses Thema hat zahlreiche politische und soziale Implikationen, darunter Fragen zum Antizionismus, und wird von manchen als ein zentrales Element der Konflikte im Nahen Osten betrachtet. Die amerikanische Autorin Martine Rothblatt schlägt das Projekt „Two Stars for Peace“ vor, wonach Israel und Palästina der 51. und 52. Bundesstaat werden sollen.

### Vereinigtes Königreich
Die Beziehungen zwischen den Vereinigten Staaten und dem Vereinigten Königreich und der Einflüsse der amerikanischen Popkultur auf die britische Gesellschaft hat einige britische Kommentatoren zu der Erkenntnis kommen lassen, dass ihr Land de facto der 51. Bundesstaat sei. Einige von ihnen haben ernsthaft vorgeschlagen, dass sich das UK den USA anschließen soll, da es so einer der reichsten und bevölkerungsreichsten Bundesstaaten würde, was mit großem politischen Einfluss verbunden wäre. Jedoch müsste das Vereinigte Königreich dann eine Republik werden oder die USA müssten ihre Verfassung ändern, denn in Artikel IV, Absatz 4 heißt es: „Die Vereinigten Staaten sollen jedem Staat in diesem Bündnis eine republikanische Regierungsform garantieren.“ (“The United States shall guarantee to every State in this Union a Republican Form of Government.”)
Der amerikanische Einfluss, ob real oder imaginär, hat im UK weitreichende Kritik hervorgerufen, da er sich sowohl auf die Tradition als auch auf die Innovation auswirkt. Kulturell verbinden ihn die Kritiker mit Kommerzialisierung und Verdummung. Ökonomisch gefährden demnach die aus den USA importierten Supermärkte und Fastfood-Ketten die kleinen Geschäfte. Der Film The 51st State (in den USA unter dem Titel Formula 51 veröffentlicht) beschreibt das Eindringen der amerikanischen Kriminalität, insbesondere Drogenhandel und Gangs, ins Vereinigte Königreich.
Politisch gilt der wachsende Einfluss der USA als Grund für den Verfall des britischen Empires, wobei die Kolonien verloren gehen und die Dominanz in der Marine der Preis für die amerikanische Hilfe während des Zweiten Weltkriegs ist. Die Präsenz der US Air Force, der US Navy und anderer militärischer Kräfte auf britischem Boden vom Zweiten Weltkrieg bis heute, insbesondere im Kalten Krieg gilt als klares Zeichen für den amerikanischen Einfluss und sogar als komplette Umkehrung der Geschichte, bei der Großbritannien de facto zum Kolonialbesitz der USA wird. Einige Kritiker beschrieben Großbritannien mit einem Begriff aus George Orwells Roman 1984 als „Airstrip One“.
Politische Kritiker aus dem rechten Spektrum befürchteten den möglichen Verlust der Souveränität. Während das UK die USA im Koreakrieg unterstützte, gab es während der Sueskrise keine amerikanische Hilfe für die Briten. Kritiker der Linken waren wegen der britischen Gefolgschaft für die USA im Umgang mit kommunistischen Ländern besorgt. Die rhetorische Unterstützung der Briten für die USA im Vietnamkrieg führte zu Massenprotesten. Die USA unter der Führung von Ronald Reagan wiederum halfen der britischen Regierung mit Margaret Thatcher heimlich während des Falklandkrieges gegen Argentinien und dehnte dabei die Grenzen des TIAR. Die Ansicht, dass das UK nur ein Handlanger der USA sei, setzte sich nach dem Ende des Kalten Krieges fort, wurde in der Ära von Reagan und Thatcher verfestigt und durch Tony Blairs Unterstützung für George W. Bush beim Irak-Krieg 2003 wiederbelebt, weshalb Blair in der britischen Presse als „Bushs Pudel“ oder „Gouverneur des 51. Bundesstaates“ bezeichnet wurde. Dieser Eindruck verstärkte sich durch Bushs Begrüßung „Yo, Blair“ beim G8-Gipfel in Sankt Petersburg 2006. Einige Bürger des UK bewerten eine solche Beschreibung ihres Landes als sehr beleidigend.

### Australien
Wegen seiner Nähe zur amerikanischen Außenpolitik wird Australien – allerdings nur innerhalb des Landes – manchmal als der 51. Bundesstaat bezeichnet. Seit dem Zweiten Weltkrieg hat Australien an den meisten Kriegen teilgenommen, die die USA geführt haben, darunter der Koreakrieg, der Vietnamkrieg und der Irakkrieg 2003.

### Sizilien
Die Partei der Rekonstruktion, die 1944 etwa 40.000 Mitglieder hatte, warb um die Aufnahme Siziliens in die USA. Die Partei war eine von mehreren sizilianischen Separatismus-Bewegungen, die nach dem Sturz des Faschismus aktiv waren.

### Organisationen
NGOs und andere Organisationen, die ihren Hauptsitz in den USA haben, betreiben Filialen an anderen Orten, die manchmal als der 51. Bundesstaat der Gruppe bezeichnet werden.
Das Democratic National Committee kümmert sich bei Wahlen um die Anerkennung jedes Bundesstaates, gestattet aber den rund sieben Millionen US-Bürgern, die im Ausland leben, an parteiinternen Abstimmungen wie der Präsidentschaftsvorwahl teilzunehmen. In diesem Zusammenhang wird die Gruppe Democrats Abroad als 51. Bundesstaat bezeichnet.

## Der Begriff in der Kultur

### Film und Fernsehen

Fiktive Flagge der USA aus Star Trek mit 52 Sternen

- Der Film The 51st State mit Samuel L. Jackson und Robert Carlyle beschäftigt sich mit den Beziehungen zwischen dem Vereinigten Königreich und den USA.
- In der Episode Hotel Royal (The Royale) der zweiten Staffel von Raumschiff Enterprise: Das nächste Jahrhundert ist eine Flagge mit 52 Sternen auf einem Trümmerhaufen zu sehen. Es gibt jedoch keinen Hinweis darauf, wo der 51. und 52. Bundesstaat liegen, sondern nur, dass sie im 21. Jahrhundert dazugekommen sind.
- In den DC-Comics Watchmen wird Vietnam als 51. Bundesstaat bezeichnet.
- In der Episode Future-Drama der Zeichentrickserie Die Simpsons gibt es in einer alternativen Zukunft den 51. Bundesstaat Saudi-Israelia.
- Im Film Parallels – Reise in neue Welten wird Panama in einer Parallelwelt als „the union newest state“ bezeichnet

### Musik
- Das Album The Ghost of Cain der englischen Band New Model Army enthält das Lied 51st State, in welchem es in Bezug auf Großbritannien heißt: „The corridors of power are an ocean away, we're the 51st state of America.“ (Die Schalthebel der Macht sind einen Ozean entfernt, wir sind der 51. Staat Amerikas.)
- Der Song Heartland auf dem Album Infected der englischen Band The The endet mit dem Refrain „This is the 51st state of the U.S.A.“
- In George Michaels Musik-Video Shoot the Dog fährt Blair, der die ganze Zeit als Bushs Haustier dargestellt wird, die britischen Inseln wie ein Motorboot über den Atlantik bis an die Ostküste der USA und macht sie mit einem Lasso an der New Yorker Freiheitsstatue fest[13] – ein Hinweis auf den vermeintlichen Machtverlust des Vereinigten Königreiches unter Blairs Regierung.
- In dem Lied CIA Man auf dem Album Refuse to Be Burnt Out der amerikanischen Rockband The Fugs heißt es: „Who can get a budget that's so great? Who will be the fifty-first (51st) state? Who's got the secretest service, the one that makes the other Service nervous … CIA Man.“ (Wer kann ein so großes Budget bekommen? Wer wird der 51. Bundesstaat sein? Wer hat den geheimsten Geheimdienst, der die anderen Dienste nervös macht … CIA Man.)